# Липский, Ян Юзеф
Ян Юзеф Липский (пол. Jan Józef Lipski; 25 мая 1926, Варшава — 10 сентября 1991, Краков) — польский публицист, критик, историк литературы. Левый оппозиционный деятель времён Польской Народной Республики. Кавалер Ордена Белого Орла.

## Биография
Родился в Варшаве. Учился в Гимназии имени Станислава Сташица. Во время Второй мировой войны учился в подпольном университете, был членом «Серых шеренг». Его семья прятала евреев от немцев; сестра Липского за это была удостоена статуса Праведника мира. С 1943 года входил в одно из подразделений Армии Крайовой. Участвовал в Варшавском восстании.
В 1946 году поступил на факультет полонистики Варшавского университета, в 1953 году получил степень магистра. В 1956—1957 годах был членом редакции еженедельника «Po prostu». С 1960 по 1961 год — членом редакции журнала «Gromada-Rolnik Polski». С июня 1961 года работал сотрудником Института литературных исследований. Параллельно занимался общественной деятельностью, в частности, организацией поддержки для арестованных оппозиционеров. В 1964 году организовал подписание так называемого Письма 34. Интеллектуалы обратились к тогдашнему премьер-министру Юзефу Циранкевичу относительно ограничений на выделение бумаги на печать книг и журналов, а также обострения цензуры в прессе.
В 1965 году получил докторскую степень. В 1968 году поддержал обращение к ректору Варшавского университета в поддержку исключённых студентов Адама Михника и Генрика Шлайфера. В 1975 году был одним из инициаторов Письма 59 — протеста интеллектуалов против изменений конституции ПНР. Участвовал в организации оппозиционных интеллектуалов Польское независимое соглашение.
В 1976 году был среди учредителей Комитета защиты рабочих.
В 1980 году вступил в «Солидарность». В ноябре 1987 года возглавил возрождённую Польскую социалистическую партию. В 1989 году был избран в Сенат от Радома, но не дожил до конца своего депутатского срока. В качестве сенатора участвовал в создании «Солидарности труда».
За свою жизнь написал целый ряд исторических и политических работ.